# Norges herrlandslag i basket
Norges herrlandslag i basket spelade sin första landskamp 1966, och förlorade med 39-74 mot Island under nordiska mästerskapet.

### Fotnoter
1. ↑  ”Norges Basketballforbund”. Arkiverad från originalet den 3 oktober 2011. https://web.archive.org/web/20111003162505/http://www.basket.no/landslag/Sider/Seniormenn.aspx. Läst 23 augusti 2011.